# Strmec na Predelu
Strmec na Predelu (Duits: Stermitz) is een plaats in Slovenië en maakt deel uit van de gemeente Bovec in de NUTS-3-regio Goriška. De plaats telde 9 inwoners op 1 januari 2020.